# Алфонсо Гарсия Роблес
Алфонсо Гарсия Роблес (на испански: Alfonso García Robles) е мексикански дипломат и политик.
За 20-годишните му заслуги за разоръжаването в света е удостоен, заедно с шведката Алва Мюрдал, с Нобелова награда за мир през 1982 г.

## Биография
Завършва Юридическия факултет на Националния университет в Мексико (1933) със степен по международно право и международни отношения, продължава обучението си в Париж (1934 – 1937) и в Академията по международно право в Хага (1938). Още в Европа постъпва на дипломатическа служба, като работи 2 години в посолството на Мексико в Швеция.
Завърнал се в родината си, е назначен (1941) за ръководител на департамента по международните организации, а после за генерален директор на политическата и дипломатическата служба. Участва в мексиканската делегация за конференцията в Сан Франциско (1945), на която е създадена ООН. Работи в секретариата на ООН в Ню Йорк.
През 1957 г. е назначен за началник на департамента за Европа, Азия и Африка в Министерството на външните работи, взима активно участие в работата на конференциите по морско право през 1958 и 1960 г. Посланик е в Бразилия от 1962 до 1964 г.
Става заместник-министър на външните работи (1964), изиграва важна роля за сключването на Договора от Тлателолко (1967) за забрана на ядреното оръжие в Латинска Америка. През 1967 г. оглавява мексиканската делегация на Женевската конференция на ООН по разоръжаването, където (съвместно с шведската дипломатка Алва Мюрдал) взима активно участие в разработката на Договора за неразпространение на ядреното оръжие, сключен от 115 държави през 1968 г.
Постоянен представител е на Мексико в ООН (1970 – 1975). Заема поста министър на външните работи на Мексико от 29 декември 1975 до 30 ноември 1976 г. Става постоянен представител на Мексико в Комитета на ООН по разоръжаването в Женева (1977). Избран е за председател на Комитета на ООН по разоръжаването през 1985 г.